# Burkhard Müller (Sozialpädagoge)
Burkhard Müller (* 9. Mai 1939; † 23. Mai 2013) war ein deutscher Erziehungs- und Sozialwissenschaftler. Er wirkte wesentlich mit an der Erarbeitung eines modernen Verständnisses der Erziehungswissenschaften und prägte insbesondere die Entwicklung der Sozialpädagogik sowie der psychoanalytischen Pädagogik mit einer großen Zahl von Büchern und Zeitschriftenaufsätzen.

## Werdegang

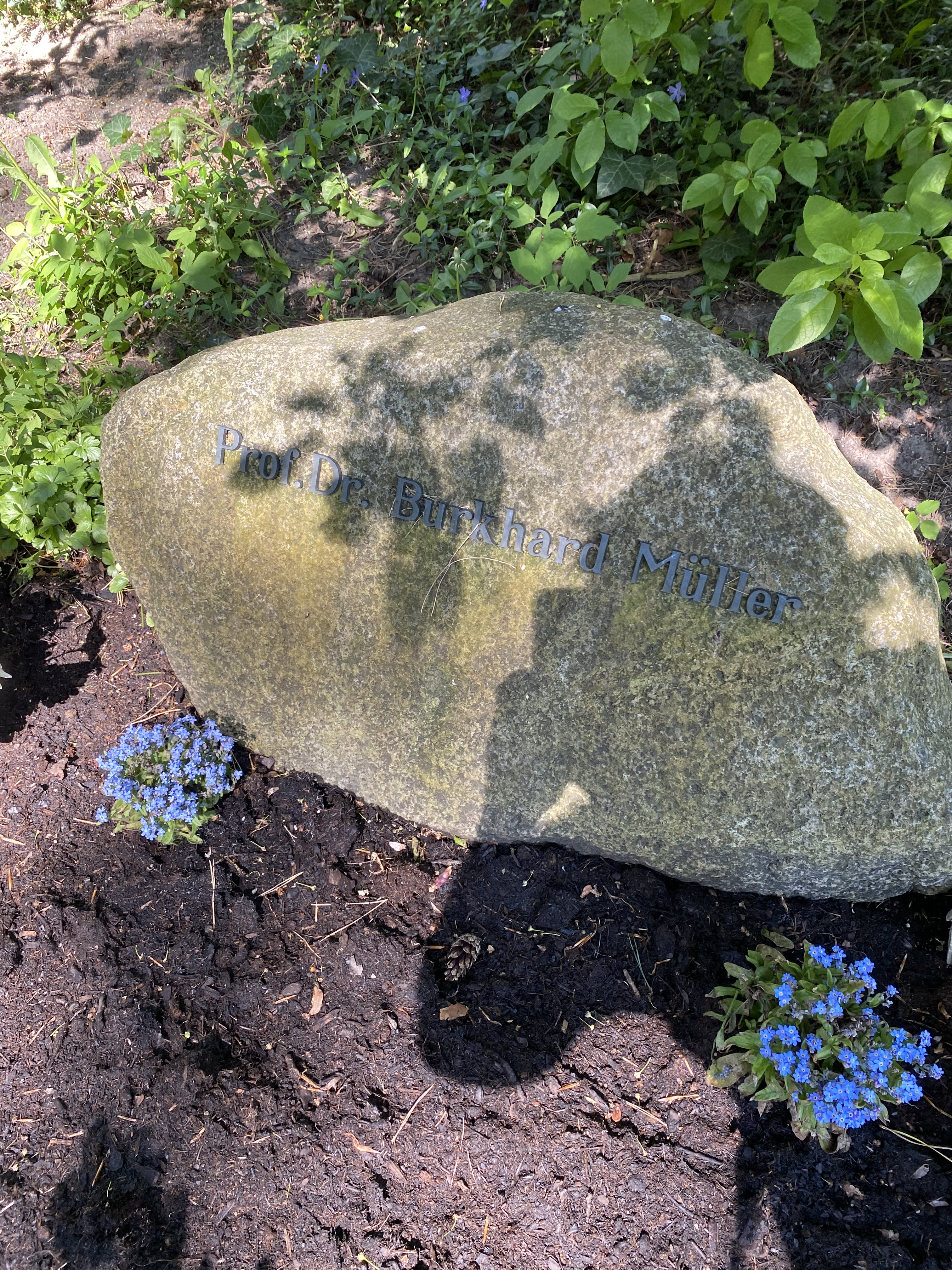
Grabstätte auf dem Waldfriedhof Zehlendorf

Burkhard Müller absolvierte 1964 ein Studium der evangelischen Theologie in Zürich, Berlin, New York und Tübingen und war dann zunächst im kirchlichen Dienst und in der Erwachsenenbildung tätig. 1971 promovierte er zum Dr. theol. in Zürich. In Tübingen schloss er ein Studium der Sozialpädagogik an und habilitierte sich im Fachbereich Erziehungs- und Sozialwissenschaften. Von 1974 bis 1982 war er dort als Wissenschaftlicher Assistent am Lehrstuhl von Hans Thiersch tätig und wurde 1983 auf eine Professorenstelle am Institut für Sozial- und Organisationspädagogik der Universität Hildesheim berufen. Die Schwerpunkte in seiner Lehre und Forschung waren Ethnographie der Jugendarbeit, Professionalisierung sozialpädagogischen Handelns, die Verknüpfung von Psychoanalyse und Pädagogik sowie interkulturelle Pädagogik. Im Rahmen des Deutsch-Französischen Jugendwerks (DFJW) arbeitete Burkhard Müller mit Kollegen aus verschiedenen europäischen Ländern in einer Vielzahl interkultureller Praxis- und Forschungsprojekte.
Burkhard Müller gehörte zur ersten Gruppe von Hochschullehrern, die den wissenschaftlichen Beirat der International Psychoanalytic University Berlin (IPU) in Berlin bildeten. Er gestaltete insbesondere den erziehungswissenschaftlichen Masterstudiengang und hatte dort eine Gastprofessur inne.

## Familie
Burkhard Müller war mit Sabine Hebenstreit-Müller verheiratet. Er verstarb kurz nach Vollendung seines 74. Lebensjahres und wurde auf dem Berliner Waldfriedhof Zehlendorf (Feld 047-341) beigesetzt.

## Thomas-Mann-Syndrom
Burkhard Müller begleitete und untersuchte für das Deutsch-Französische Jugendwerk Austauschprogramme. Dabei prägte er den Begriff Thomas-Mann-Syndrom, um eine paradoxe Verhaltensweise zu fassen, die er bei internationalen Begegnungen beobachtete: Einerseits werde große Offenheit und entschlossene Verständigungsbereitschaft gezeigt, anderseits trete eine Starrheit und Überkompensation bezüglich eigener nationaler Vorurteile auf. Das ist als Phänomen der kognitiven Dissonanz einzuordnen und insofern ein Pseudosyndrom.
Werde in der internationalen Kommunikation auf die Vergangenheit negativ oder ambivalent reagiert, so versuchten deutsche Teilnehmer sich persönlich von der Vergangenheit abzugrenzen, um nicht den vermeintlichen Vorurteilen von Deutschen zu entsprechen. Das Paradoxe dabei sei, dass je internationalistischer, vorurteilsloser, weltoffener solche deutschen Teilnehmer sich geben, desto eher würden sie für „typisch“ Deutsche gehalten. Sie verhielten sich so, als hätten sie selbst mit dem, was für die anderen „deutsch“ heißt, persönlich nichts zu tun. Es wirke, als sei ihre Aufgabe die neutrale Vermittlung von internationaler Verständigung. Sie nähmen gleichsam eine kritische Haltung zu ihrer eigenen Nationalität ein und gerade so würden sie den anderen als „typisch deutsch“ erscheinen: Musterschüler, Musterdemokraten, Vertreter musterhafter Verständigung. Es komme der Verdacht auf, dass hier die deutsche Geschichte und der Wandel zum demokratischen Deutschland überkompensiert wird, wodurch wirkliche Weltoffenheit von Deutschen verhindert werde. Müller zieht als überspitztes Fazit:

„Sie verhalten sich, als wollten sie nicht nur im Fußball, sondern auch in der Disziplin interkultureller Verständigung Weltmeister werden. Und genau damit stehen sie sich selbst im Wege. [...] Versucht man, nationale Klischees, die auf dieser kollektiv unbewußten Ebene bestehen, zu formulieren, so könnte man sagen: die deutschen Reaktionen seien überdeterminiert von der kollektiven Phantasie, ‚gute Menschen‘ sein zu sollen.“

 Müller benennt das Phänomen nach Thomas Mann, weil dieser erst eine deutsch-nationalistische, später eine weltoffene Haltung vertrat. In Betrachtungen eines Unpolitischen befürwortet er den Ersten Weltkrieg und feierte die Besonderheit des Deutschtums. Später revidiert er seine Haltung. Vor dem Hintergrund dieses Wandels sei Thomas Mann, behauptet Burkhard Müller, der erste 

„exemplarische ‚gute Deutsche‘, der endlich vom Dünkel deutscher Besonderheit Abstand genommen hat, der Kultur und Politik nicht mehr in getrennte Sphären zerlegt, der weiß, daß [sic!] Deutschland nur als Teil einer Weltzivilisation weiterbestehen kann.“

## Publikationen (Auswahl)
- Sozialpädagogisches Können, überarbeitete und erweiterte 7. Auflage, Lambertus, Freiburg i. B. 2012. ISBN 978-3-7841-2117-8
- Grenzobjekte. Soziale Welten und ihre Übergänge, gemeinsam mit Hörster, R., Köngeter, S. (Hg.), Springer-VS, Wiesbaden 2012. ISBN 978-3-531-18030-4
- Beobachten in der Frühpädagogik. Praxis – Forschung – Kamera, gemeinsam mit Hebenstreit-Müller, S., dohrmannVerlag.berlin 2012. ISBN 978-3-86892-054-3
- Professionell Helfen: Was das ist und wie man das lernt. Die Aktualität einer vergessenen Tradition Sozialer Arbeit., Klaus Münstermann Verlag, Ibbenbüren 2012. ISBN 978-3-943084-09-2
- Ethnographie und Erziehungswissenschaft, gemeinsam mit Hünersdorf, B., Maeder, Ch. (Hg.), Juventa-Verlag, Weinheim und München 2008. ISBN 978-3-7799-1700-7
- Was ist der Fall? Kasuistik und „Konstruktion des Adressaten“, in: Zeitschrift für Sozialpädagogik ZfSp 2008, 4. Jg. H. 3
- Die Pädagogik der Kinder- und Jugendarbeit, gemeinsam mit Cloos, P., Köngeter, St., VS Verlag für Sozialwissenschaften, Wiesbaden 2009. ISBN 978-3-531-16597-4
- Interkulturell denken und handeln, gemeinsam mit Nicklas, H., Kordes, H. (Hg.), Campus Verlag 2006. ISBN 978-3-593-38020-9
- Nähe und Distanz. Ein Spannungsfeld pädagogischer Professionalität., gemeinsam mit Dörr, M., Juventa-Verlag 2012 (3. Auflage)
- Kinder zwischen drei und sechs. Bildungsprozesse und psychoanalytische Pädagogik im Vorschulalter. Jahrbuch für Psychoanalytische Pädagogik 15, gemeinsam mit Steinhardt, K., Büttner, C., Psychosozial-Verlag 2006. ISBN 978-3-89806-391-3
- Wahrnehmen können. Jugendarbeit und informelle Bildung., 2. erweiterte Auflage, gemeinsam mit Schmidt, S., Schulz, M., Lambertus-Verlag Freiburg i. B. 2008. ISBN 978-3-7841-1820-8
- Gefühle denken. Macht und Emotion in der pädagogischen Praxis., gemeinsam mit Hellbrunn, R., Moll, J., Storrie, T., Campus Verlag Frankfurt a. M. 2005, französische Ausgabe bei Anthropos, Paris 2008. ISBN 978-3-593-37720-9